# Hitachi Blues
Die Baureihen HTR.312 und HTR.412, vom Betreiber Trenitalia als Blues bezeichnet, umfassen drei- und vierteilige Triebzüge von Hitachi Rail Italia. Dabei bezeichnet die erste Ziffer die Zahl der Wagen, das „H“ nimmt auf den hybriden Antrieb per Oberleitung, mit Dieselmotor oder Akku Bezug. Gemeinsam mit den Doppelstockzügen des Typs Rock bauen die Blues auf der Plattform Masaccio auf, so besitzen sie zum Beispiel eine ähnliche Front und einflügelige Türen.

## Technik
Die Gliederzüge mit Jakobs-Drehgestellen können mit 3000 Volt Gleichspannung unter Oberleitung verkehren und sind für den Einsatz auf nicht elektrifizierten Strecken mit Dieselmotoren und Akkumulatoren ausgerüstet. Die Akkus sollen Leistungsspitzen abfedern und den Lärmpegel und Stickoxidemissionen in Bahnhofsnähe reduzieren. Sie können im Oberleitungs- und im Dieselbetrieb geladen werden. Die Reichweite im Akkubetrieb beträgt zwischen 7 Kilometer bei einer Geschwindigkeit von 100 km/h und 12 Kilometer bei 50 km/h. Die dreiteiligen Züge haben eine geringfügig höhere Reichweite. Werden nur Traktionsbatterien eingebaut, erhöht sich die Reichweite im Batteriebetrieb auf bis zu 150 Kilometer. Die Spitzenleistung eines Batteriemoduls beträgt 750 kW. Die dort integrierten Lithium-Ionen-Akkus werden flüssigkeitsgekühlt.
Die Höchstgeschwindigkeit der Triebzüge liegt bei 160 km/h.
Es werden zwei Varianten mit unterschiedlicher Länge gebaut. Ein dreiteiliger Zug bietet bei circa 66,88 Metern Länge 224 Fahrgästen einen Sitzplatz. Die vierteilige Version ist mit 86,08 Metern etwas länger und verfügt über 306 Sitze. Der Dreiteiler leistet 1680 kW unter Oberleitung, im Dieselbetrieb dagegen nur 1170 kW. Beim Vierteiler beträgt die Leistung 1910 kW beziehungsweise 1330 kW.
Die Triebzüge sind unter anderem mit einer „intelligenten“ Klimaanlage, Videoüberwachung, WLAN, Steckdosen, USB-Ladebuchsen und behindertengerechten Toiletten ausgestattet. Videoüberwachte Szenen werden teilweise auf die Fahrgastinformationsbildschirme übertragen.

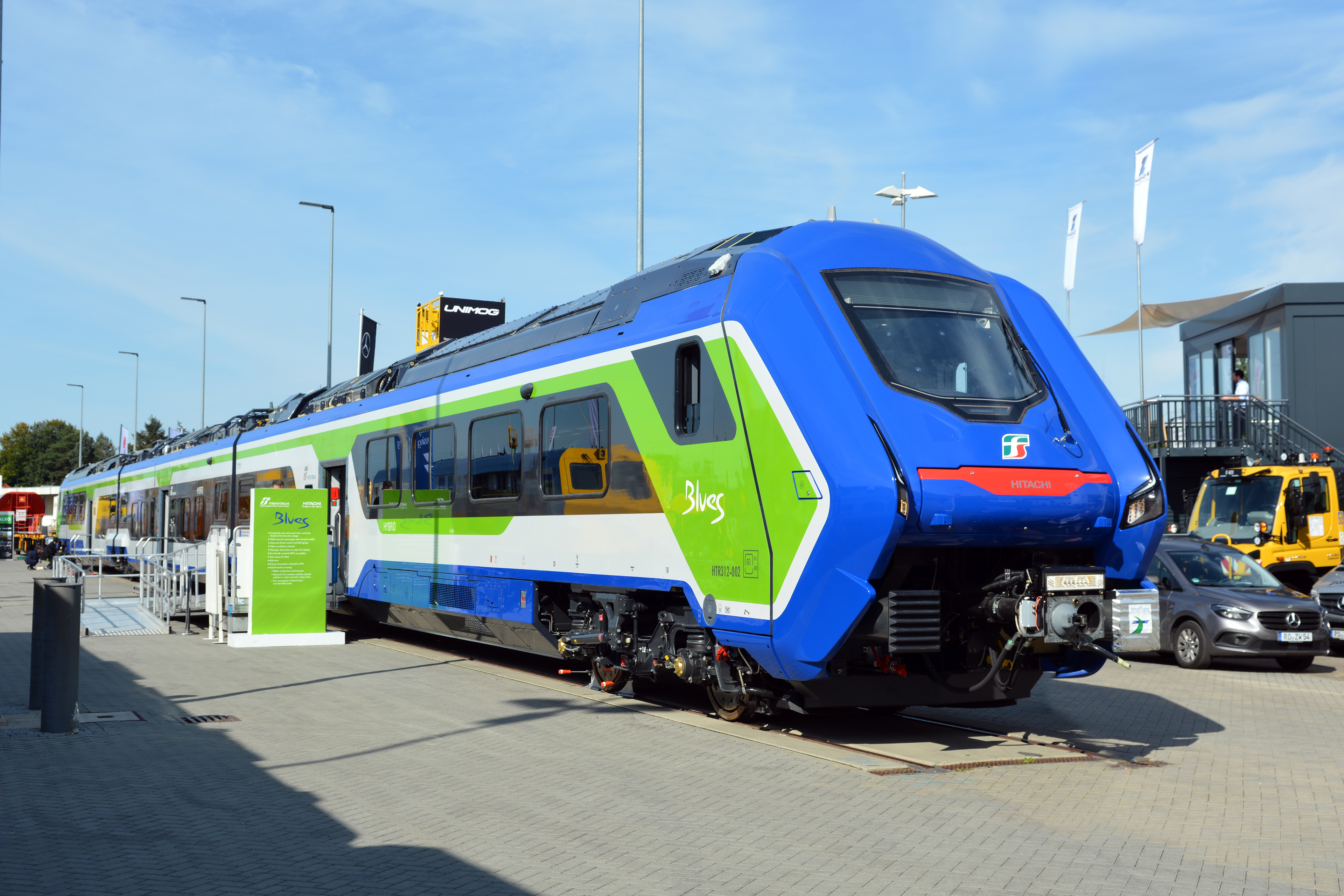
HTR.312, ausgestellt auf der Innotrans 2022
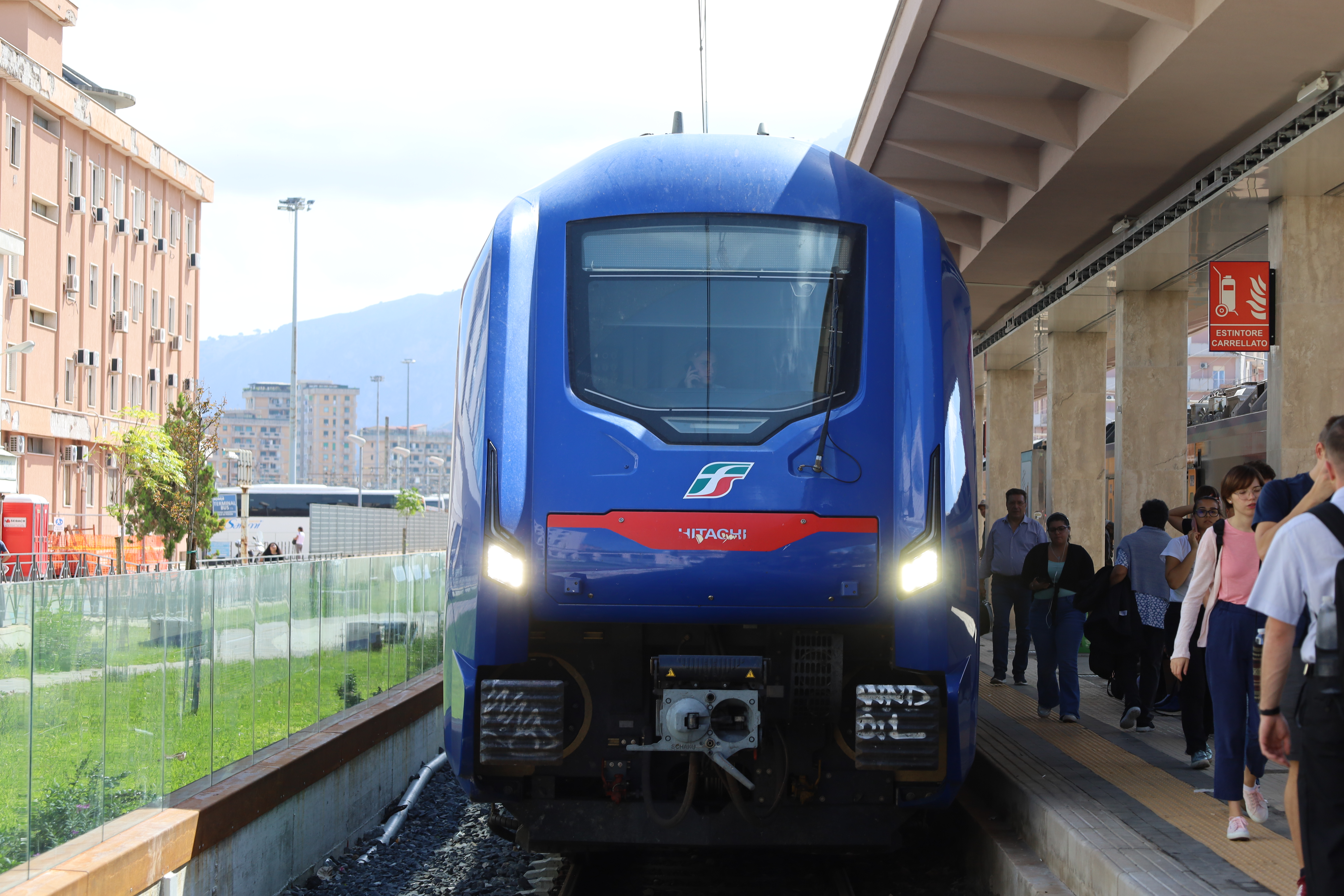
Frontansicht
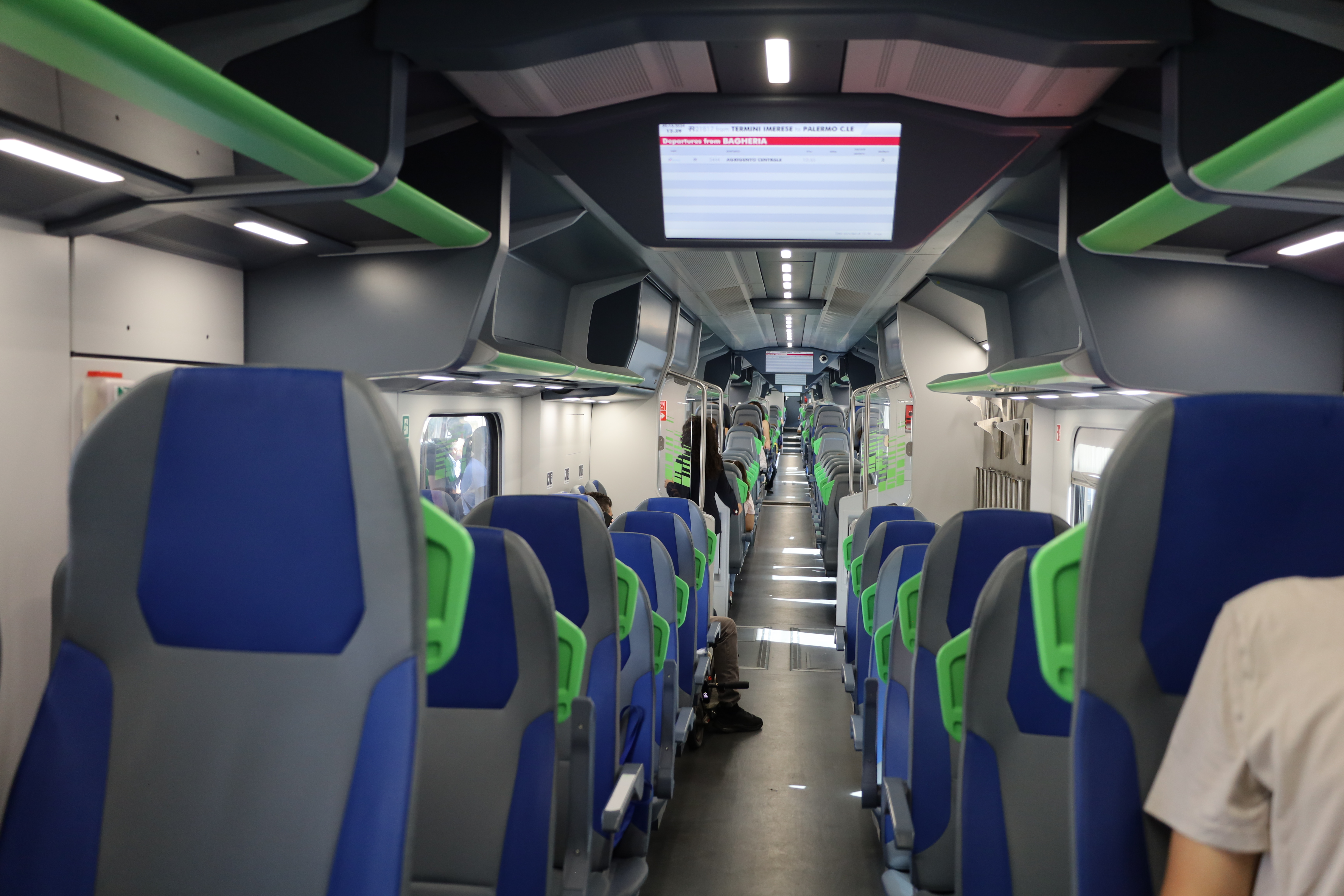
Innenraum

## Betrieb
Die Blues-Triebzüge sind vor allem für den Einsatz auf nicht elektrifizierten Strecken vorgesehen. In einem 1,2 Milliarden Euro umfassenden Rahmenvertrag zwischen Hitachi und Trenitalia wurde die Lieferung von maximal 135 Zügen vereinbart. Bisher wurden 66 Fahrzeuge ausgeliefert, 18 Züge für Sizilien, 18 für die Toskana, zwölf für Sardinien, fünf für das Aostatal, drei für Latium und zehn für Kalabrien. Einige der Vierwagenzüge für Kalabrien verkehren als Intercity zwischen Reggio Calabria und Lecce und erhalten deswegen eine erste Klasse und das blaue Intercity-Giorno-Design der Trenitalia.
Zwei Triebzüge wurden ab 2021 auf dem Eisenbahnversuchsring Velim und bei Italcertifer in Bologna getestet. Die ersten Fahrzeuge gingen im Dezember 2022 in Sizilien und in der Toskana in den Fahrgastbetrieb.